# NGC 2518
NGC 2518 è una galassia lenticolare situata nella costellazione della Lince, a una distanza di circa 259 milioni di anni luce dalla nostra Via Lattea.

## Scoperta
La galassia è stata scoperta nel 1886 dall'astronomo britannico di origine tedesca J. Gerhard Lohse.